# أدولف غوتليب
أدولف غوتليب (بالإنجليزية: Adolph Gottlieb)‏ (و. 1903 – 1974 م) هو رسام، ونَحّات، وفنان من الولايات المتحدة الأمريكية ولد في مدينة نيويورك.

## روابط خارجية
- أدولف غوتليب على موقع الموسوعة البريطانية (الإنجليزية)